# Assemblea nazionale (Sudan)
L'Assemblea nazionale (in arabo المجلس الوطني السوداني‎?, Al-Maǧlis al-Waṭaniy) è la camera bassa della Legislatura nazionale, ovvero il parlamento della Repubblica del Sudan.

## Storia
Il parlamento del Sudan fu unicamerale fino al 2005, anno della creazione del Consiglio degli Stati, camera alta del Paese.
L'11 aprile 2019 L'Assemblea nazionale venne sciolta a seguito del colpo di Stato militare che destituì il presidente e dittatore Omar al-Bashir.
Come parte della transizione sudanese verso la democrazia, è prevista la creazione di un Consiglio legislativo transitorio che opererà come assemblea legislativa provvisoria fino alle elezioni del 2022.